# Monstro do Pântano de Honey Island
O Monstro do Pântano de Honey Island, também conhecido como o Pé Grande Cajun e em francês cajun: La Bête Noire, é uma criatura humanoide parecida a um primata, semelhantes ás descrições do Pé-grande, supostamente reside no Pântano de Honey Island na Paróquia de St. Tammany, Luisiana. Tornou-se parte do folclore de Luisiana, com muitas empresas de excursões no pântano da área a capitalizar com a sua alegada existência, que é considerada improvável por cientistas.

## Descrição
A criatura é normalmente descrita por alegadas testemunhas como um humanoide grande, bípede, com cerca de 2m, coberto de cabelos grisalhos, tendo olhos amarelos ou vermelhos e acompanhada por um odor fedorento. Outros nomes locais para a criatura incluem o Wookiee de Luisiana, e A Coisa. Os alegados moldes de gesso com pegadas ditas serem da criatura mostram quatro dedos; não um aspeto natural encontrado nos primatas, que possuem cinco.
Alegações da sua existência são geralmente consideradas não credíveis, incluindo por cientistas familiarizados com a área como o ecologista Paul Wagner e a sua mulher Sue. Nem eles nem o seu guia cajun, Robbie Charbonnet, relatou terem visto qualquer prova válida além de evidências anedóticas ou possíveis falsificações.

## Folclore e lenda
Uma lenda conta de um acidente ferroviário na área no início do século XX. De acordo com a lenda, um circo viajante estava no trem, e dele um grupo de chimpanzés comuns escapou e se entrelaçou com a população de jacarés local.[carece de fontes?]

## Críticas
A ideia de uma grande criatura símia na área não é isenta de críticas, notadamente o ecologista local Paul Wagner que, com sua esposa Sue, realiza passeios pela natureza na área. Nem eles nem seu guia Cajun, Robbie Charbonnet, viram qualquer evidência para isso.

## Avistamentos
O primeiro avistamento foi em 1963, por Harlan Ford, um aposentado controlador de tráfego aéreo que tinha como hobby fazer fotografias da vida selvagem. Após sua morte em 1980, um carretel de filme Super 8 mostrando a criatura foi encontrado entre seus pertences.
Em 1974, o monstro ganhou fama nacional depois que Ford e seu amigo Billy Mills, afirmaram ter encontrado pegadas incomuns na área, bem como o corpo de um javali cuja garganta tinha sido arfada.[carece de fontes?] Ford continuou a caçar a criatura pelos próximos seis anos.[carece de fontes?]}